# جورج روس كيركباتريك
جورج روس كيركباتريك هو كاتب وسياسي أمريكي، ولد في 24 فبراير 1867 في ويست لافاييت في الولايات المتحدة، وتوفي في 1 مارس 1937 في سان غابريل في الولايات المتحدة. نشط حزبياً في الحزب الاشتراكي الأمريكي.